# Hino Motors

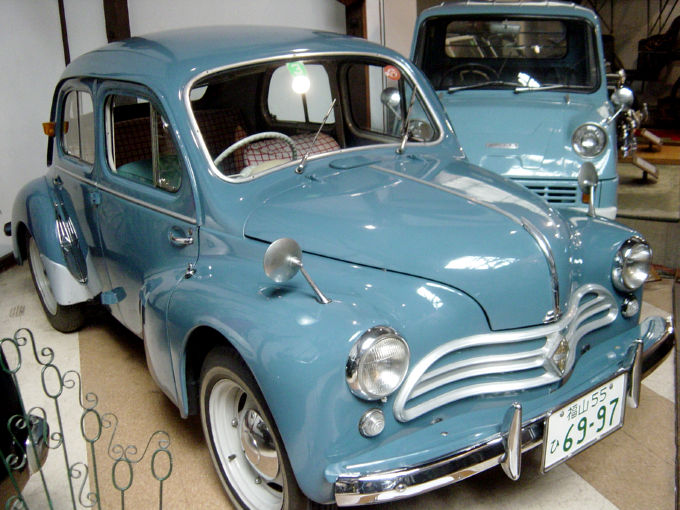
Hino 4CV

La Hino Motors, Ltd. (日野自動車, Hino Jidōsha), comunemente nota col nome Hino, è un produttore di autoveicoli giapponese.
Negli ultimi decenni la società è stata il principale produttore di mezzi industriali a gasolio venduti in Giappone. Fa parte della Toyota Motor Corporation.

## Storia
La società è stata fondata dalla Tokyo Gas Industry Company nel 1910 (oggi appartiene a due società: Tokyo società del gas e Tokyo Electric Power; TG&E) e ha prodotto il suo primo veicolo a motore, il camion TGE "A-Type", nel 1913. Nel 1937 TG&E fuse la sua divisione automobilistica con quella della Automobile Industry Co. Ltd. e Kyodo Kokusan KK, per formare la Tokyo Automobile Industry Co. Ltd., con TG&E come azionista. Quattro anni più tardi la società ha cambiato il suo nome in Diesel Motor Industry Co. Ltd, che sarebbe poi diventata la Isuzu Motors Ltd.
L'anno successivo (1942), la nuova entità Hino Heavy Industry Co. Ltd si divise dalla Diesel Motor Industry Co. e nacque il marchio Hino. Dopo il termine della seconda guerra mondiale, la società ha dovuto interrompere la produzione di grandi motori Diesel per applicazioni marine, e, con la firma di un trattato, la società ha abbandonato il termine "pesante" dal suo nome e formalmente ha concentrato il suo marketing su camion-rimorchio, autobus e motori diesel, come Hino Industry Co..
Per focalizzare l'attenzione dei clienti sul genere della sua produzione, nel 1948 la società ha aggiunto il nome di "Diesel" diventando Hino Diesel Industry Co, Ltd.
Nel 1953, la Hino è entrata nel mercato automobilistico privato fabbricando su licenza Renault, e nel 1961 ha iniziato a costruire la propria berlina: Contessa 900 a motore posteriore da 893 cm³. Lo stilista italiano Giovanni Michelotti ha ridisegnato la linea Contessa nel 1964 con un 1300 cm³. Questo sviluppava 60 hp (44 kW) nella versione berlina e 70 hp (51 kW) nella coupé. Tuttavia, Hino ha cessato la produzione di auto private molto rapidamente, nel 1967, dopo l'adesione del gruppo Toyota.
Autocarri Hino sono stati assemblati anche nella Repubblica d'Irlanda.

## Modelli

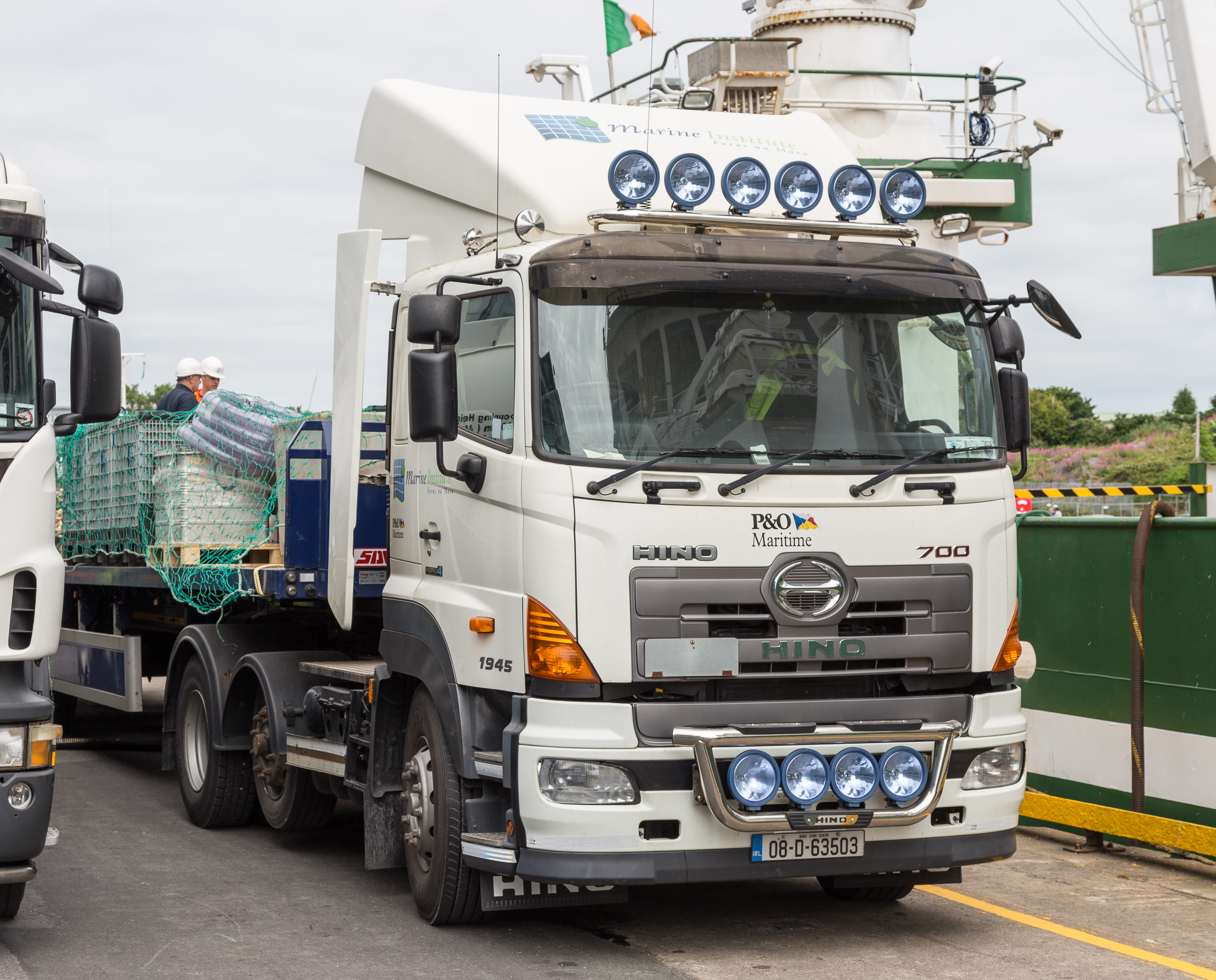
Hino Profia/700

- Dutro
- Profia
- Ranger